# Un medico in famiglia
Un medico in famiglia ist eine italienische Comedy-Serie, die seit 1998 in bisher zehn Staffeln ausgestrahlt wurde. Sie ist eine der erfolgreichsten Serien Italiens.

## Beschreibung
Un medico in famiglia erzählt die Geschichte der Familie Martini, die diverse Schwierigkeiten im Hinblick auf Familie, Freundschaft und Liebe mit typisch italienischem Humor zu überwinden hat. Es dreht sich alles um den verwitweten Arzt-Vater der Familie, seinen Vater, die fünf Kinder, die Haushälterin, Freunde jedes Alters sowie die Mitarbeiter der Privatklinik von Poggio Fiorito.
Die Serie, adaptiert von der ursprünglich spanischen TV-Serie Médico de familia, wird seit dem 6. Dezember 1998 auf Rai 1, dem italienischen Staatsfernsehen, in regelmäßigen Abständen in bisher acht Staffeln ausgestrahlt. Die erste Staffel lief bis zum 30. Mai 1999 in 52 Episoden; alle weiteren Staffeln bestehen aus 26 Episoden. Seit 2007 wurde die Serie alle zwei Jahre neu produziert. Alle acht Staffeln bestehen aus 234 Episoden, mit einer Länge von 50 bis 60 Minuten. Mit Beginn der siebten Staffel wird Un medico in famiglia im Breitbildformat 16:9 produziert, ab der achten Staffel auch in HDTV.
Die Sendungen werden während der Staffelausstrahlung zur Primetime ausgestrahlt. Die achte Staffel läuft seit dem 3. März 2013 auf Rai 1.
Die musikalischen Themen wurden von dem bekannten italienischen Filmkomponisten Andrea Guerra geschaffen.
Basierend auf dieser Serie gibt es Un medico in famiglia seit 2003 auch als Zeichentrick-Serie.

## Besetzung
Libero Martiniinterpretiert von Lino Banfi, ist der Großvater und – vor allem während der Abwesenheit seines Sohnes Lele über mehrere Staffeln – das Oberhaupt der Familie. Er arbeitete während seines ganzen Lebens als Eisenbahner und ist für seine witzigen Einlagen bekannt. Verwitwet seit der ersten Episode, träumt er ständig von seiner verstorbenen Frau, verliebt sich aber auch einige Male; zuerst in Marité, dann in Antoinette und zu guter Letzt in Enrica, der Schwiegermutter seines Sohnes, die er am Schluss der sechsten Staffel heiratet. Sein Motto lautet: „Una parola è troppa e due sono poche“ (zu deutsch in etwa: „Ein Wort ist zu viel und zwei sind wenig“). In der sechsten Staffel erscheint er aufgrund seines Umzugs in nach Apulien seltener.
Gabriele „Lele“ Martiniinterpretiert von Giulio Scarpati, ist Arzt und der Vater der Familie. Er ist vor allem während der ersten beiden Staffeln dabei und verschwindet dann für mehrere Staffeln fast vollständig von der Bildfläche. Nach seinem Gastauftritt in der ersten Episode der dritten Staffel und der letzten Episode der vierten Staffel kehrt er zur sechsten Staffel endgültig zur Serie zurück. Er ist der Sohn des Libero Martini und Vater von Maria, Ciccio und Annuccia sowie der Zwillinge Libero jun. (auch Bobò genannt) und Elena. Unaufhörlich mit seiner medizinischen Arbeit beschäftigt und stets auf Wolke sieben schwebend, kümmert er sich ganzherzig um die Probleme seiner Kinder, bemerkt sie aber nicht unbedingt dann, wenn sie wirklich welche haben. Zu Beginn der Serie ist Lele Witwer, der vor zwei Jahren seine erste Frau, Elena (Beatrice Bocci), durch den Tod verloren hat und nun auf sich allein gestellt mit seinem Vater die drei Kinder groß zieht. Sein Leben scheint eine Wendung zu nehmen, als er sich in Irene (Edi Angelillo) verliebt. Aber die Beziehung zwischen den beiden wird mehrmals erschüttert, bis es gänzlich zum Bruch kommt. Lele entdeckt seine Liebe zu seiner Schwägerin Alice und gesteht ihr seine Liebe. Sie heiraten und haben Kinder miteinander: die Zwillinge Libero (auch Bobò genannt) und Elena. Nach ihrem gemeinsamen Start in Australien, wo er seiner ärztlichen Tätigkeit nachgeht, wird er Dozent an der Sorbonne in Paris. Nachdem er sich in der sechsten Staffel von Alice getrennt hat, kehrt er mit den Zwillingen zu seiner Familie nach Italien zum Zweck eines Forschungssemesters zurück.
Alice Solari, gesch. Martiniinterpretiert von Claudia Pandolfi, Protagonistin der ersten und zweiten Staffel. Sie ist die Schwester von Elena, der ersten, verstorbenen Frau von Lele. Sie liebt Lele schon seit langem und wird später seine zweite Frau. Die beiden bringen Zwillinge zur Welt – Libero (Bobò genannt) und Elena. Nach ihrer Tätigkeit als Leiterin des Radiosenders Radiotua, geht sie mit Lele nach Australien. In der sechsten Staffel wird die Trennung zwischen Alice und Lele bekannt.
Emilio Villariinterpretiert von David Sebasti, Protagonist der fünften Staffel. Er ist ein junger Arzt, der ein Zimmer zu Hause bei Lele Martini gemietet hat. Zunächst unbeliebt beim Großvater, gelingt es ihm in Harmonie mit Martini-Familie zu kommen. Zunächst mit Alba, der Tochter seines mächtigen Arbeitgebers Gualtiero, verlobt, verliebt er sich in seine indische Kollegin Sarita, mit der er in der Privatklinik von Poggio Fiorito arbeitet. Emilio führt seine Arbeit äußerst gewissenhaft aus und geht mitunter auch streng mit seinen Kollegen um.
Sarita Dahviinterpretiert von Shivani Ghai, spielt in der fünften Staffel die Rolle einer Ärztin. Sie zog mit ihren beiden Brüdern und ihrem Großvater nach Rom, der dort ein Restaurant eröffnet. Sie findet eine Anstellung in der Klinik von Poggio Fiorito und unterstützt nebenbei ihren Großvater bei der Führung seines Restaurants. Sie trifft auf Emilio, noch bevor sie zusammenarbeiten. Mit der Zeit verliebt sich in ihn, obwohl sie weiß, dass er verlobt ist. Als Emilio seine Verlobte, Alba, verlässt, muss Sarita sich mit den traditionalistischen Ansichten ihres Großvaters auseinandersetzen.
Guido Zanin †interpretiert von Pietro Sermonti, spielt in der dritten, vierten und sechsten Staffel der Serie. Er ist ein junger Arzt und sucht zu Beginn der dritten Staffel eine Unterkunft. Er begibt sich zum schwarzen Brett der Universität und trifft dort auf Maria (Margot Sikabonyi) und ihre Freundin Rebby. Dank der Ungezwungenheit Marias Freundin erfährt er, dass im Hause der Familie Martini ein Zimmer frei ist. Er mietet das Zimmer, das zuvor von Lele bewohnt war. Guido findet daraufhin eine Anstellung in der gleichen Klinik, in der Lele arbeitete. Im Laufe der Serie hat er eine Affäre mit Maria. Die beiden heiraten später und haben eine Tochter, Paola Enrica Ave (Palù). In der sechsten Staffel betrügt Guido seine Frau, woraufhin Maria sich von ihm trennt, was die gesamte Familie Martini tief trifft. Nach diversen Versuchen der ganzen Familie, die beiden wieder zusammenzubringen, vergibt Maria ihrem Mann und versöhnt sich wieder.
Maria Zanin, geb. Martini(zu italienisch Maria Martini, ved. Zanin) interpretiert von Margot Sikabonyi, nach der Heirat mit Guido Zanin, spielt in allen sechs Episoden. Sie ist die erste Tochter von Lele. In der ersten Staffel befindet sie sich in der pubertären Phase und ist eine starke und entschlossene Jugendliche, die die Schule mit Hingabe absolviert, angetrieben vom ständigen Traum in den Fußstapfen ihres Vaters Ärztin zu werden. Das Verhältnis zu ihrem Bruder Ciccio ist voller Konflikte, während sie zu ihrer Schwester Annuccia als beständige Komplizin eine freundschaftliche Beziehung hat. Sie verliebt sich in Guido, den sie nach einigen Widrigkeiten heiratet. Zu Beginn der fünften Staffel kehrt sie aus Afrika zurück, wo sie zusammen mit Guido eine medizinische humanitäre Hilfsorganisation unterstützte. Auf dem schwarzen Kontinent erlebte sie eine tiefgreifende, schreckliche Erfahrung, über die sie mit niemandem sprach, nicht mal mit ihrem Mann Guido. Sie musste sich entscheiden, wen von zwei Kindern sie retten würde. Entschlossen, das Studium der Medizin nicht weiter zu verfolgen, durchlebt sie eine Zeit der Reifung. Dank ihrer Freundschaft zu Sarita entschließt sie sich letztendlich doch noch Ärztin zu werden, zur Freude der ganzen Familie, insbesondere ihres Großvaters Libero. In der sechsten Staffel gebiert sie ihr erstes Kind, Paola Enrica Ave (Palù).
Concetta "Cettina" Torello, geb. Gargiulo(zu italienisch Concetta "Cettina" Gargiulo in Torello), interpretiert von Lunetta Savino, nach der Heirat mit Augusto Torello, spielt von der ersten bis zur fünften Staffel und tritt in der sechsten Staffel als Gaststar auf. Sie ist die Haushälterin im Hause Martini und erfüllt nicht nur ihre Aufgaben, sondern wird mehr und mehr zu einem Familienmitglied. Cettina ist stolz auf ihre süditalienischen Wurzeln und zeigt dies auch bei vielen Gelegenheiten. In der dritten Staffel trifft sie Augusto Torello (Francesco Salvi), der sich in sie verliebt. Die beiden verloben sich und trennen sich für kurze Zeit aufgrund eines Missverständnisses. Nachdem alle Missverständnisse geklärt sind, heiraten Cettina und Augusto in der letzten Episode der dritten Staffel. In der letzten Episode der vierten Staffel findet sie heraus, dass sie schwanger ist und gebiert in den Jahren zwischen der vierten und fünften Staffel den kleinen Eros. In der fünften Staffel erlebt sie eine Ehekrise mit Augusto. In der sechsten Staffel, in der sie nur als Gast auftritt, geschieht zu Beginn der Staffel ein Unfall, bei dem sie fälschlicherweise für tot erklärt wird. Erst am Ende der sechsten Staffel stellt sich heraus, dass Cettina noch am Leben ist, aber anscheinend einen Gedächtnisverlust erlitten hat. Mit Hilfe der Familie Martini erinnert sich an alles und ist mit ihrem Mann und Sohn wieder vereint.
Augusto Torellointerpretiert von Francesco Salvi, spielt in der dritten, vierten und fünften Staffel. Er leitet eines der wichtigsten Unternehmen der Bestattungsindustrie und wird aus diesem Grunde von Cettina nicht groß beachtet. Er verliebt sich unsterblich in sie, doch es braucht Zeit, bis Cettina seine Liebe erwidert. Er ist ein bisschen verrückt und tollpatschig und nach dem Zusammentreffen mit Cettina geht er auch mit der Familie Martini eine feste Bindung ein, wenn auch nicht in auffälliger Weise. Die beiden heiraten am Ende der dritten Staffel und er bleibt ihr stets treu, auch als sie ihn verlässt und eine Liebschaft mit Kabir hat, was ihn in tiefe Verzweiflung stürzt. Als Cettina zu Beginn der sechsten Staffel bei einem Unglück verschollen bleibt, zieht er mit seinem Sohn Eros nach Brescia.
Francesco „Ciccio“ Martiniinterpretiert von Michael Cadeddu, spielt in allen sechs Staffeln. Er ist der zweite Sohn von Lele. Von klein auf liebt es Ciccio, seiner Familie und Freunden Lausbubenstreiche zu spielen. Doch mit dem Erwachsenwerden reift er immer mehr und verliebt sich in Miranda, der Tochter von Andrea, des Freundes seiner Tante Nilde. In der letzten Episode der vierten Staffel verkündet Miranda ihre Schwangerschaft, was sich später allerdings als falscher Alarm herausstellt. In der fünften Staffel ist er Student an der Fakultät für Landwirtschaft. In der sechsten Staffel beschließen Ciccio und Miranda zu heiraten. Am Tage der Hochzeit wird er von Miranda vor den geladenen Gästen in der Kirche verlassen. Während er Mirandas Verlust verarbeitet, verliebt er sich in Tresy, eine junge Rennreiterin auf dem Gestüt, auf dem er arbeitet. Miranda besinnt sich zwischenzeitlich und versucht, Ciccio zurückzugewinnen. Anfänglich hin- und hergerissen, heiratet Ciccio letztendlich Tresy in der letzten Folge der sechsten Staffel.
Annuccia Martiniinterpretiert von Eleonora Cadeddu, spielt in allen sechs Staffeln. Als drittes Kind von der Martinis ist sie stets ein intelligentes, erfinderisches und liebes Mädchen. Sie hat eine innige Beziehung zu ihrem Bruder Ciccio, besonders aber zu ihrer großen Schwester Maria. Sie ist auch die erste in der Familie, die bemerkt, dass sich zwischen Maria und Guido eine Liebe entwickelt. In der fünften Staffel wird Annuccia wird offiziell eine junge Dame. In der sechsten Staffel muss sie sich mit den Problemen einer heranwachsenden Vierzehnjährigen auseinandersetzen, was sich vor allem in der Beziehung zu ihrem Vater auswirkt.
Alberto Foschiinterpretiert von Manuele Labate, spielt von der ersten bis zur fünften Staffel. Er ist der Cousin von Maria, Ciccio und Annuccia, denn er ist der Sohn von Leles Schwester Nilde. Er ist als Großvater Liberos erster Enkel ein Jahr vor Maria geboren. Alberto hatte nie Lust zu studieren und belog diesbezüglich seine Familie. Aus diesem Grunde wird er von seiner Freundin Gemma verlassen, die sich später in seinen besten Freund Adriano verliebt. Im Laufe der Zeit offenbart sich sein Talent für die Welt der Kommunikation und er findet einen Job beim Radiosender Radiotua, danach bei Teletua. In der fünften Staffel kommt sein Vater zu Besuch, der ihm mitteilt, dass er an Krebs erkrankt ist und noch im selben Jahr sterben wird. Am Ende der fünften Staffel und zu Beginn der sechsten Staffel heiratet er Rebby und geht mit ihr nach Mailand.
Enrica Martini, geb. Morelli, gesch. Solari(zu italienisch Enrica Morelli in Martini, divorziata Solari) interpretiert von Milena Vukotic, nach der Heirat mit Libero Martini  spielt in allen sechs Staffeln. Sie ist die Großmutter der Martinis. Sie ist eine vornehme Frau, stets elegant gekleidet und liebt all ihre Enkel und Urenkel. Während aller Episoden steht sie heimlich auf Großvater Libero Martini. Ihre hochgestellten Bekanntschaften (Advokat Ulmi, Professor Morbelli, Livia und Mariapia etc.) sind oftmals Anlass zu einem Scherz aufgrund des gewaltigen Unterschiedes zwischen ihnen und dem bescheidenen Großvater Libero. In der dritten Staffel verfällt sie in Depressionen, als sie bemerkt, dass alt geworden ist. Dank Libero findet sie einen Ausweg aus der Krise. In der sechsten Staffel heiraten die beiden schließlich. Die neugeborene Tochter ihrer neuen, angeheirateten Enkelin Maria erbt ihren Vornamen als Teil ihres Namens: "Paola Enrica Ave".
Nicola Solariinterpretiert von Riccardo Garrone, spielt in der ersten Staffel und als Gaststar in einigen Episoden der vierten Staffel. In der ersten Staffel der Serie ist er der Ehemann von Großmutter Enrica Morelli. Die beiden trennen sich später, als sie seine Affäre mit einer jungen Dame aufdeckt. Er ist der Vater von Alice und Elena und muss in der vierten Staffel mit seinem Unternehmen Insolvenz anmelden und das Geschäft schließen.
„Rebby“ (Rebecca)interpretiert von Carlotta Aggravi, spielt in den ersten fünf Staffeln der Serie. Sie ist die beste Freundin von Maria und, was ihre Zukunft anbelangt, stets unentschlossen und arbeitet seit der vierten Staffel in der Firma ihres Vaters. Seit der ersten Staffel ist sie in Alberto, Marias Cousin, verliebt, mit dem sie sich am Schluss der fünften Staffel verlobt. In der sechsten Staffel ziehen sie gemeinsam nach Mailand.
Ave Maria Battistoninterpretiert von Emanuela Grimalda, spielt in der sechsten Staffel. Sie ist die Mutter von Guido und ließ ihn kurz nach seiner Geburt im Krankenhaus im Stich. Sie kehrt nach Hause zurück, spürt jedoch nur wenig Zuneigung von Seiten ihres Sohnes, der sich durch ihre Taten gekränkt fühlt. Die Situation verbessert sich im Laufe der Zeit und sie kommen sich näher. Die neugeborene Tochter ihres Sohnes Guido erbt ihren Vornamen als Teil ihres Namens: Paola Enrica „Ave“.

## Staffeln
| Staffeln   | Episoden | Zeitraum    | Bildformat |
| ---------- | -------- | ----------- | ---------- |
| Staffel 1  | 52       | 1998 – 1999 | 4:3        |
| Staffel 2  | 26       | 2000        | 4:3        |
| Staffel 3  | 26       | 2003        | 4:3        |
| Staffel 4  | 26       | 2004        | 4:3        |
| Staffel 5  | 26       | 2007        | 4:3        |
| Staffel 6  | 26       | 2009        | 5:3        |
| Staffel 7  | 26       | 2011        | 16:9       |
| Staffel 8  | 26       | 2013        | 16:9       |
| Staffel 9  | 26       | 2014        | 16:9       |
| Staffel 10 | 26       | 2016        | 16:9       |